# 莫爾肖湖
52°58′08″N 12°49′49″E / 52.969003°N 12.830220°E

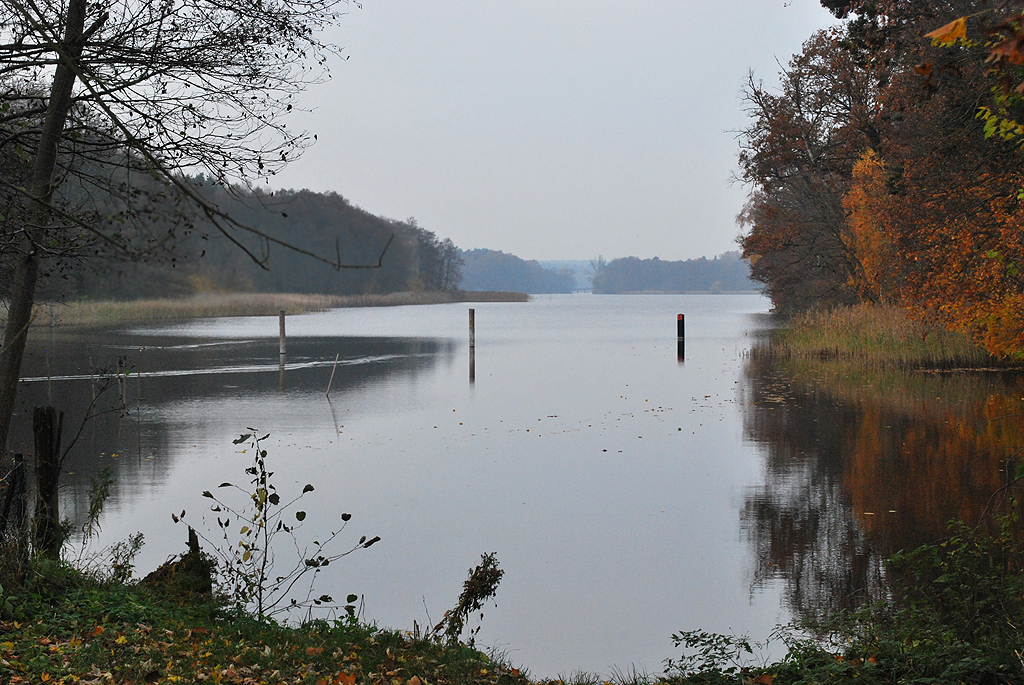

莫爾肖湖（德語：Molchowsee），是德國的湖泊，位於該國西南部，由勃蘭登堡州負責管轄，處於東普里格尼茨-魯平縣，長1.6公里、寬0.5公里，面積0.52平方公里，海拔高度38米，平均水深3米，最大水深6米。